# Hypognatha mozamba
Hypognatha mozamba Levi, 1996 è un ragno appartenente alla famiglia Araneidae.

## Etimologia
Il nome della specie è il risultato di un'arbitraria combinazione di lettere, in parte combacianti con la località colombiana di rinvenimento, Hacienda Mozambique

## Caratteristiche
Il paratipo femminile rinvenuto ha dimensioni: cefalotorace lungo 1,60 mm, largo 1,36 mm; opistosoma lungo 2,9 mm, largo 3,1 mm.

## Distribuzione
La specie è stata reperita in Colombia, Ecuador, Perù e Brasile; la località colombiana è Hacienda Mozambique, 15 km a sudovest di Puerto López, nel dipartimento di Meta.

## Tassonomia
Al 2014 non sono note sottospecie e dal 1996 non sono stati esaminati nuovi esemplari.